# Willem Mengelberg
Willem (Joseph Wilhelm) Mengelberg, född den 28 mars 1871, död den 22 mars 1951, var en nederländsk dirigent.

## Biografi
Willem Mengelberg var son till skulptören Friedrich Wilhelm Mengelberg, bror till glasmålaren Otto Mengelberg samt farbror till kompositörerna Rudolf och Karel Mengelberg. 
Mengelberg blev 1895 dirigent för Concertgebouworkestern i Amsterdam. Han gjorde stora insatser genom att introducera samtida kompositörer, som till exempel Richard Strauss, Claude Debussy, Maurice Ravel, Arnold Schönberg och Igor Stravinskij. Han blev stämplad som kollaboratör efter den tyska ockupationen under andra världskriget och förbjöds 1945 att dirigera. Detta trots att han omtalats som judevän i den tyska pressen.